# Adolphe Marbot
Antoine Adolphe Marcelin Marbot, comunemente chiamato Adolphe Marbot (AFI: /adɔlf maʁbo/; Altillac, 22 marzo 1781 – Altillac, 2 giugno 1844), è stato un generale francese.

## Biografia

### Giovinezza
Antoine Adolphe Marcelin Marbot è nato in una famiglia di nobiltà militare ad Altillac, nell'antica provincia di Quercy. Era il figlio maggiore del generale Jean-Antoine Marbot, ex aiutante di campo del tenente generale de Schomberg, ispettore generale di cavalleria.

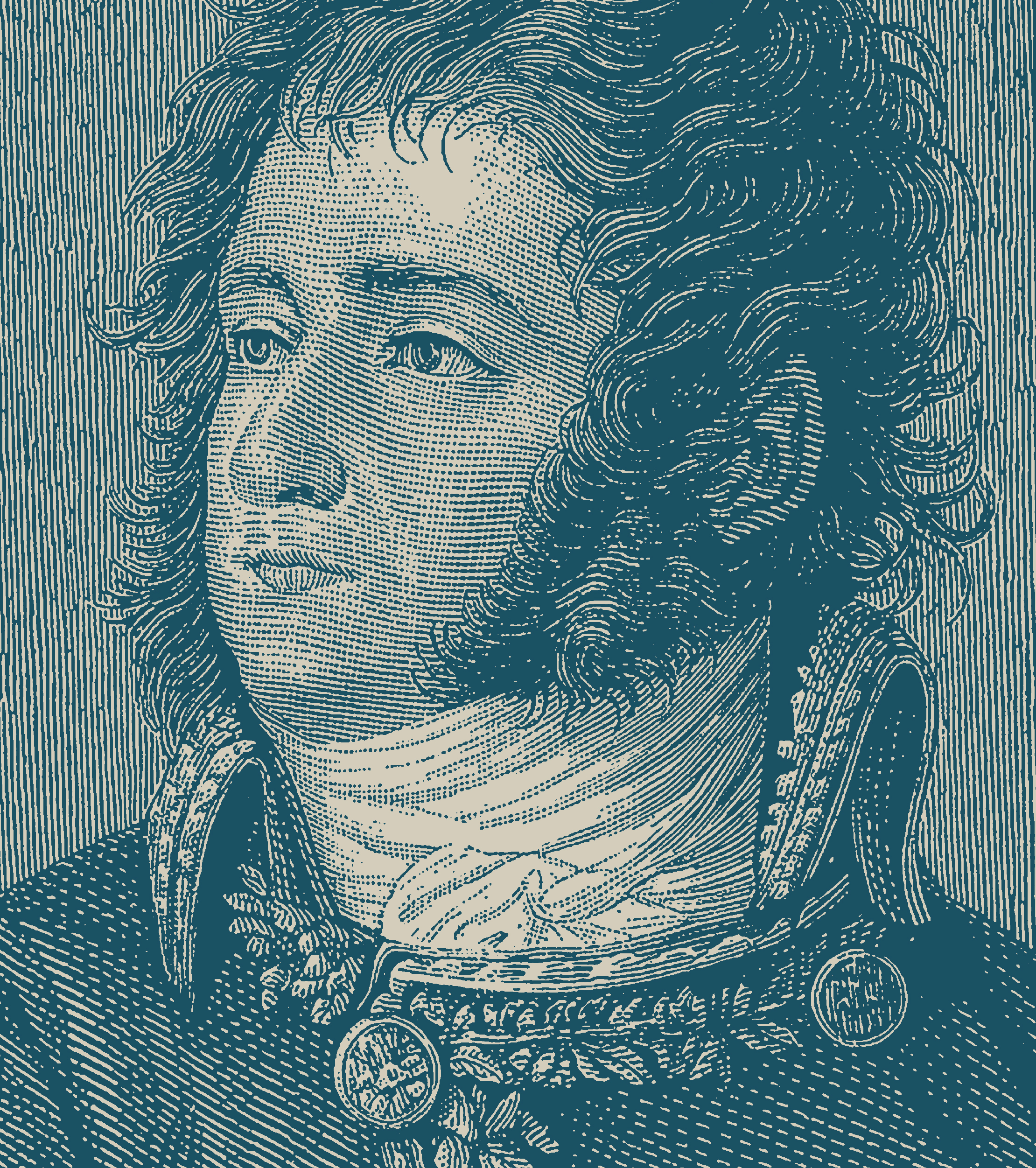
Il generale Jean-Antoine Marbot

Dopo aver studiato al collegio militare di Sorèze, entrò nell'esercito e riuscì a salire rapidamente di grado divenendo aiutante di campo del generale Bernadotte (futuro re Carlo XIV Jean di Svezia), con il grado di tenente.

### Consolato
Nel 1802 il generale Bernadotte fu sospettato di essere a capo di una cospirazione repubblicana contro il Consolato. Il suo aiutante di campo, il giovane tenente Marbot, fu interrogato nella Torre del Tempio di Parigi, con l'obiettivo di ottenere da lui una confessione che non avrebbe fornito. Fu rilasciato dopo 3 mesi di detenzione, sebbene il Primo Console Napoleone Bonaparte continuasse a considerarlo un avversario del regime stabilito.
Dopo la sua liberazione, fu esiliato e inviato in varie missioni all'estero, che eseguì con la massima distinzione. Fu promosso al grado di capitano prima di tornare in Francia nel 1806.

### Guerre napoleoniche
Si distinse in molte campagne militari napoleoniche come aiutante dei marescialli Augereau, Massena, Lannes e Berthier. Dimostrò le sue capacità di comando alla testa della cavalleria leggera nelle campagne di Prussia e Polonia e di Spagna, in cui è stato quasi ucciso durante un'imboscata tenuta dai guerriglieri. Nel 1810 fu promosso al grado di caposquadrone e prese parte alle campagne del Portogallo e di Russia, in cui fu ferito e fatto prigioniero durante i feroci combattimenti della battaglia di Vicebsk.

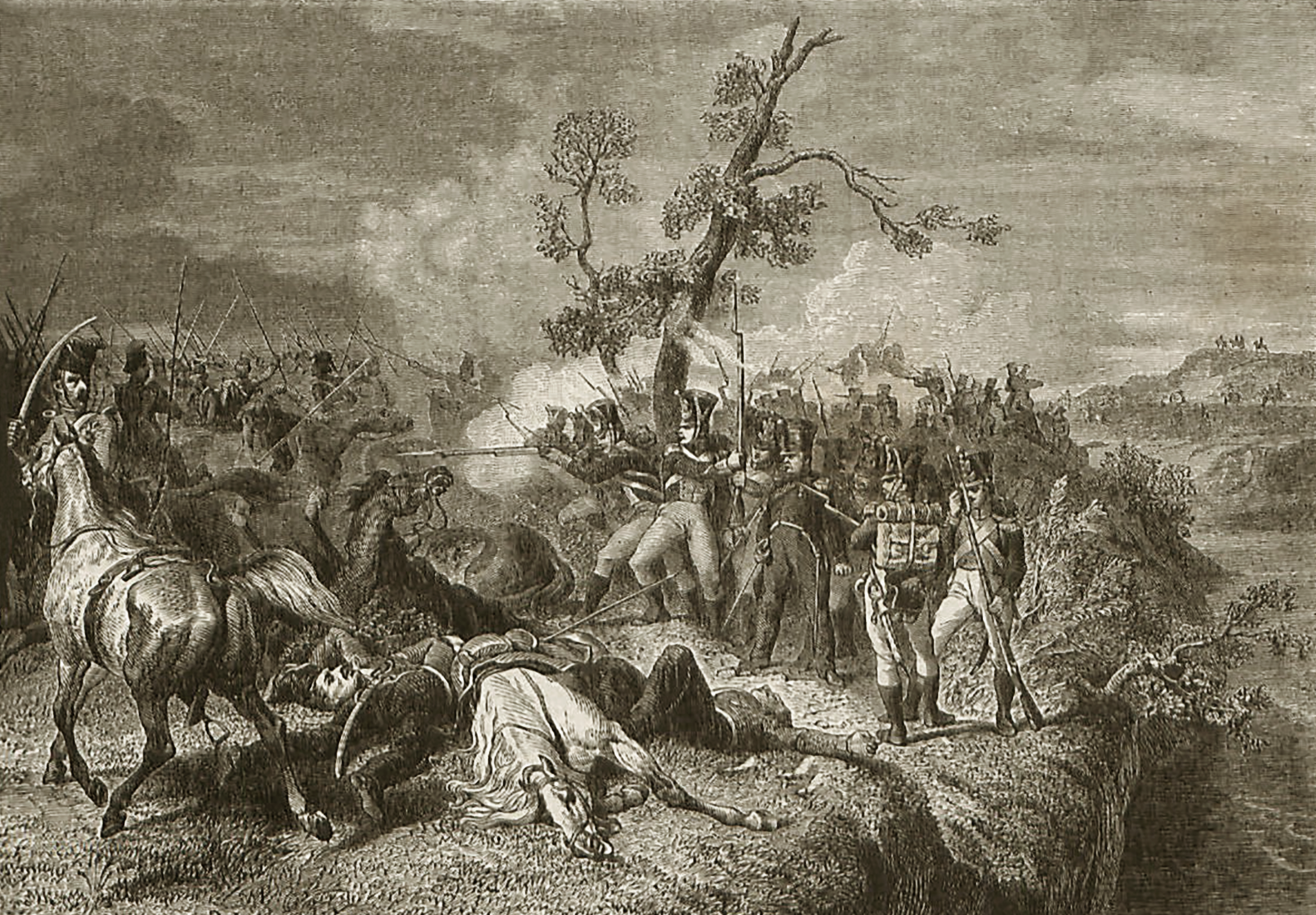
La battaglia di Vicebsk durante la campagna di Russia

Durante i cento giorni fu aiutante di campo del maresciallo Davout. Dopo la caduta di Napoleone si ritirò a vita privata.

### Monarchia di Luglio
Sotto il regno di Luigi Filippo I, ricevette il grado di maresciallo di campo (generale di brigata) e fu nominato comandante del dipartimento dell'Aisne nella regione dell'Alta Francia. Si ritirò in 1843 e morì l'anno seguente ad Altillac.

## Famiglia
Suo padre, il generale Jean-Antoine Marbot, ebbe quattro figli, solo due che raggiunsero l'età adulta: Antoine Adolphe Marcelin, il maggiore, e Jean-Baptiste Antoine Marcelin, il cadetto, tenente generale (generale di divisione) durante la monarchia di luglio, famoso per le sue memorie che illustrano l'epopea napoleonica. Tramite sua madre, era cugino di François Certain de Canrobert, maresciallo di Francia durante il Secondo Impero francese.
Il suo matrimonio con Ernestine-Félicité de Moÿ de Sons, viscontessa di Rives, non produsse discendenza.

## Onorificenze
- Ordine nazionale della Legion d'onore: Cavaliere (1807)
- Reale e Militare Ordine di San Luigi: Cavaliere (1814)
- Ordine Reale della Legion d'onore: Ufficiale (1831)
- Ordine Reale della Legion d'onore: Commendatore (1832)